# Exocarpos lauterbachianus
Exocarpos lauterbachianus är en sandelträdsväxtart som beskrevs av Pilg.. Exocarpos lauterbachianus ingår i släktet Exocarpos och familjen sandelträdsväxter. Inga underarter finns listade i Catalogue of Life.